# Sarah Troël
Pour les articles homonymes, voir Troël.
Sarah Troël, née le 12 juillet 1986 à Rennes, est une kayakiste française pratiquant la course en ligne.
Elle fait partie du K4 français sélectionné pour participer aux Jeux olympiques d'été de 2016.

Elle est médaillée d'argent en K1 5 000 mètres aux Championnats d'Europe de course en ligne 2018.